# Chaetomymar bagicha
Chaetomymar bagicha är en stekelart som först beskrevs av Narayanan, Subba Rao och Kaur 1960.  Chaetomymar bagicha ingår i släktet Chaetomymar och familjen dvärgsteklar. Inga underarter finns listade i Catalogue of Life.